# USS Marblehead (CL-12)
Lo USS Marblehead (hull classification symbol CL-12) fu un incrociatore leggero (inizialmente classificato come esploratore) della United States Navy, appartenente alla classe Omaha ed entrato in servizio nel settembre 1924.
Durante il periodo interbellico la nave fu impiegata operativamente in Nicaragua e Cina, servendo sia con l'Atlantic Fleet che con la Pacific Fleet. Assegnato all'Asiatic Fleet nel gennaio 1938, all'entrata degli Stati Uniti nella seconda guerra mondiale nel dicembre 1941 l'incrociatore partecipò agli scontri della campagna delle Indie orientali olandesi, rimanendo gravemente danneggiato in un attacco aereo giapponese il 4 febbraio 1942 durante la battaglia dello Stretto di Makassar.
Riparata, la nave servì come unità da pattuglia e scorta ai convogli nelle acque dell'oceano Atlantico, per poi prendere parte agli sbarchi nel sud della Francia nell'agosto 1944. Radiata dal servizio attivo nel novembre 1945, la nave fu venduta per la demolizione il 27 febbraio 1946.

## Storia

### Periodo interbellico

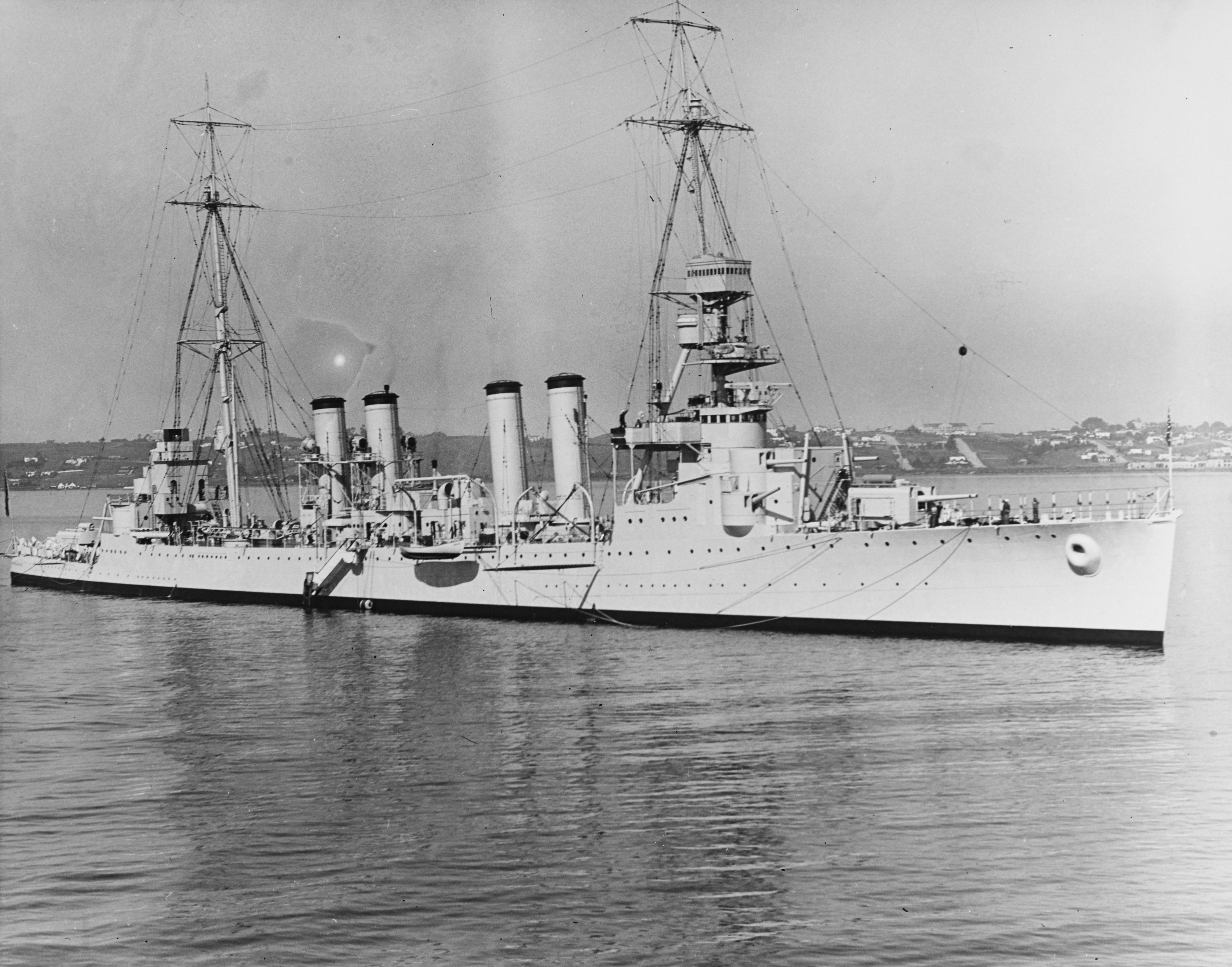
La nave nei primi anni 1930

Impostata il 4 agosto 1920 nei cantieri della William Cramp & Sons di Filadelfia, la nave venne varata il 9 ottobre 1923 con il nome di Marblehead in onore dell'omonima città del Massachusetts, terza unità navale della United States Navy a portare questo nome; la nave entrò quindi in servizio l'8 settembre 1924.
Subito dopo l'entrata in servizio, l'incrociatore salpò da Boston per compiere una traversata dell'oceano Atlantico verso l'Europa, andando a visitare vari porti nel canale de La Manica e nel mar Mediterraneo; nel 1925, al contrario, il Marblehead compì una lunga crociera nell'oceano Pacifico, visitando l'Australia, le isole Samoa, le isole della Società e le isole Galapagos. All'inizio del 1927 l'incrociatore fu dislocato al largo delle coste del Nicaragua durante il periodo dell'occupazione statunitense del paese, facendo base nei porti di Bluefields e Bragman's Bluffs; dopo la stipula del trattato di pace tra le varie fazioni nicaraguensi nel maggio 1927, il Marblehead fu trasferito a Pearl Harbor e, in coppia con gli incrociatori USS Richmond e USS Trenton, fece rotta per Shangai in Cina al fine di rappresentare e difendere gli interessi degli Stati Uniti nel paese in particolare dopo lo scoppio della guerra civile cinese.
Il Marblehead rimase in Cina fino al marzo 1928, compiendo varie crociere lungo il Fiume Azzurro fino ad Hankow e visitando svariati porti del Giappone; sulla rotta per il rientro in patria, l'incrociatore fu deviato e inviato a Corinto, in Nicaragua, per fornire assistenza durante le elezioni indette nel paese a seguito degli accordi di pace dell'anno prima. La nave rientrò quindi a Boston nell'agosto 1928. Per la successiva decade il Marblehead rimase stanziato nelle acque di casa impegnato in attività di routine, prima in forza all'Atlantic Fleet (dall'agosto 1928 al gennaio 1933) e poi in forza alla Pacific Fleet (dal febbraio 1933 al gennaio 1938), per poi essere assegnato all'Asiatic Fleet di base nelle Filippine; l'incrociatore trascorse quindi gli ultimi anni di pace in crociere di routine nelle acque del Mar Cinese Meridionale e del Mar del Giappone.

### Operazioni nelle Indie orientali olandesi

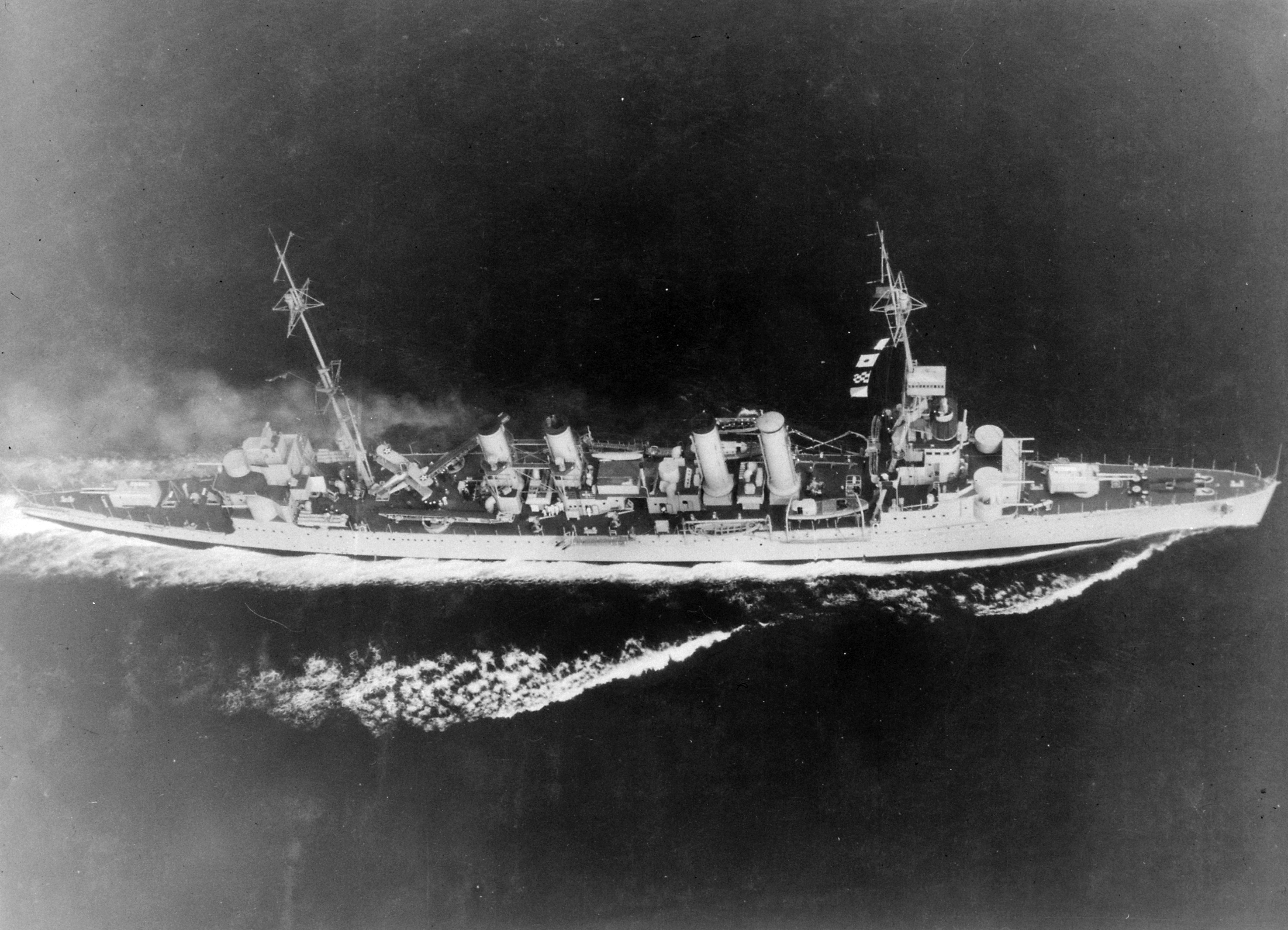
Veduta aerea del Marblehead in navigazione

Il 24 novembre 1941, visto il peggioramento delle relazioni diplomatiche tra Stati Uniti e Impero giapponese, il Marblehead (come gran parte dell'Asiatic Fleet statunitense) lasciò la base di Cavite, troppo esposta, per raggiungere il 29 novembre il porto di Tarakan nel Borneo, dove rimase in attesa di istruzioni; l'8 dicembre, giunta notizia dell'attacco di Pearl Harbor e dell'inizio delle ostilità, il Marblehead ricevette l'ordine di aggregarsi alle unità degli Alleati impegnate a difendere l'arcipelago delle Indie orientali olandesi.
Il 9 gennaio 1942 il Marblehead raggiunse Darwin in Australia dove, in gruppo con l'incrociatore USS Boise e cinque cacciatorpediniere, scortò la nave trasporto truppe Bloemfontein diretta a Surabaya. Ricevuta notizia che forze giapponesi stavano sbarcando a Balikpapan nel Borneo meridionale, il 20 gennaio Marblehead salpò con quattro cacciatorpediniere per attaccare le navi da trasporto nemiche; durante la navigazione l'incrociatore accusò problemi all'apparato motore e dovette rinunciare all'azione, poi portata a termine con gran successo dai soli cacciatorpediniere la notte tra il 23 e il 24 gennaio.

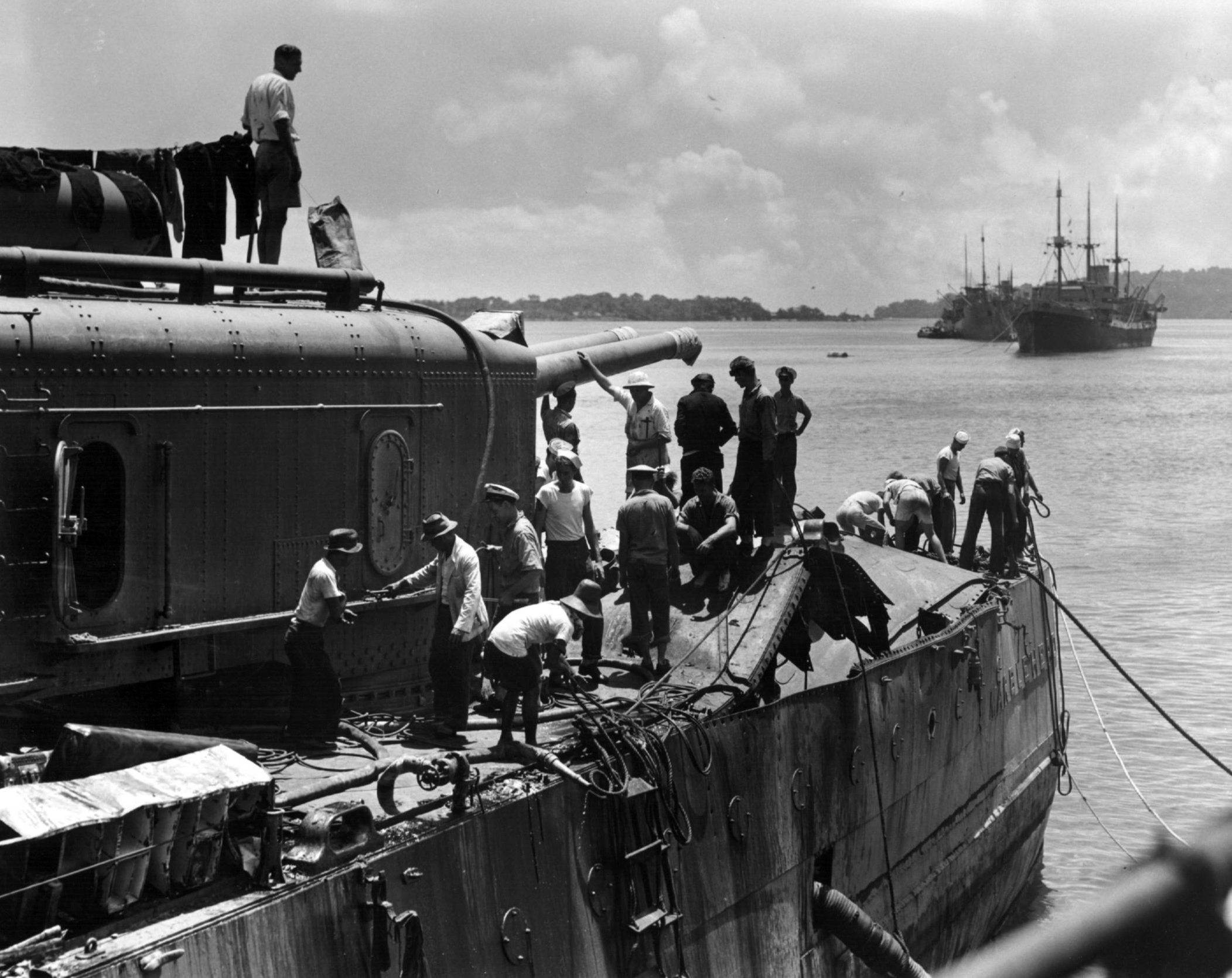
Il Marblehead a Tjilatjap dopo lo scontro dello stretto di Makassar del 4 febbraio 1942

Sei giorni più tardi, nel tentativo di ripetere l'impresa, il Marblehead salpò da Surabaya come parte di una forte squadra navale alleata comprendente gli incrociatori Hr. Ms. De Ruyter, Hr. Ms. Tromp (olandesi), USS Houston e sette cacciatorpediniere, diretta ad attaccare un convoglio giapponese segnalato fermo a Kendari; le navi giapponesi, tuttavia, lasciarono l'ancoraggio prima dell'arrivo degli alleati, e la formazione fece quindi rotta verso le Isole Gili per rifornirsi. Il 4 febbraio le navi alleate ripresero il mare dirette a Makassar, dopo rapporti che segnalavano l'arrivo di un grosso convoglio giapponese nella zona; mentre era ancora in navigazione, la formazione alleata fu avvistata da ricognitori nemici e finì sotto pesante attacco da parte di velivoli giapponesi: il Marblehead passò indenne attraverso tre ondate di bombardieri, ma nel corso del quarto attacco fu colpito in pieno da due bombe e sfiorato da un terzo ordigno. Gravemente danneggiato e in preda alle fiamme, l'incrociatore rimase a girare in tondo con il timone bloccato per diverse ore fino a che il guasto non fu riparato e l'incendio domato; a seguito dell'attacco la nave dovette registrare 15 morti e 84 feriti tra l'equipaggio.
Imbarcando acqua, l'incrociatore raggiunse a fatica il porto di Tjilatjap, dove tuttavia non vi erano strutture adeguate per riportarlo in efficienza. Riparati sommariamente i danni più gravi, la nave salpò quindi il 13 febbraio dirigendo verso l'oceano Indiano raggiungendo Trincomalee sull'isola di Ceylon il 21 febbraio; vista l'impossibilità di dare seguito alle riparazioni anche in questo porto, l'incrociatore salpò nuovamente raggiungendo Durban in Sudafrica il 2 marzo e infine Simonstown il 24 marzo, dove fu finalmente messo in cantiere. Dopo un raddobbo di massima, il Marblehead lasciò Simonstown il 15 aprile e, facendo scalo a Recife in Brasile, giunse a New York il 4 maggio dove fu messo in cantiere per estesi lavori di ammodernamento e manutenzione.

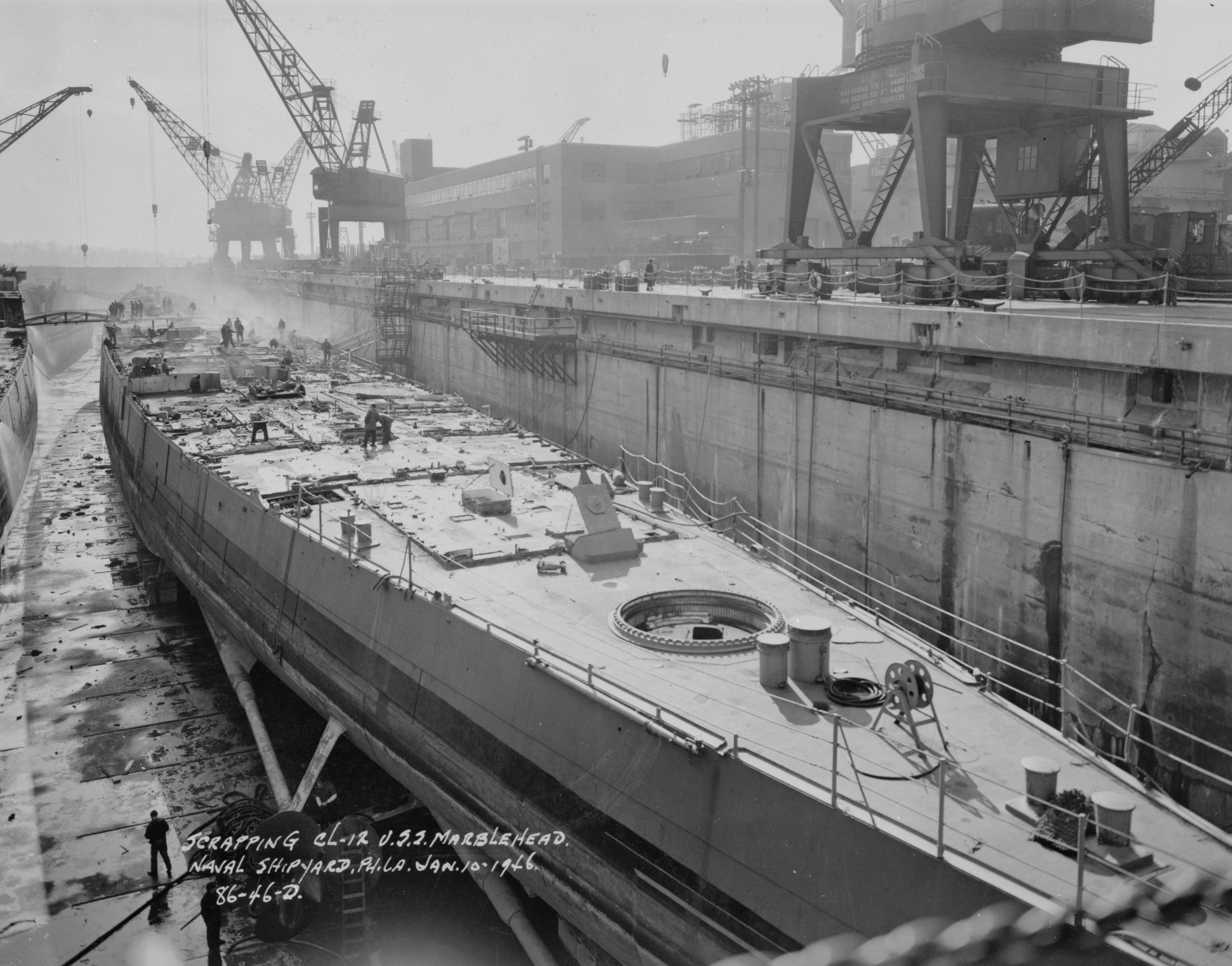
Lo scafo dell'incrociatore durante il suo smantellamento nei cantieri di Filadelfia

### Operazioni in Atlantico e Mediterraneo
Il Marblehead riprese il mare il 15 ottobre 1942: assegnato in forza alla South Atlantic Force di base a Recife e Bahia, l'incrociatore pattugliò le acque dell'Atlantico meridionale alla ricerca di navi corsare e violatori di blocchi tedeschi, senza tuttavia registrare alcun successo. Rientrato a New York il 20 febbraio 1944, per i successivi cinque mesi fu invece impegnato come unità di scorta ai convogli navali in navigazione nell'Atlantico settentrionale.
Inviato nel settore del Mediterraneo, il Marblehead giunse a Palermo il 29 luglio 1944 per entrare a far parte della United States Eighth Fleet in vista dei progettati sbarchi anfibi nel sud della Francia. Il 15 agosto l'incrociatore partecipò quindi agli eventi dell'operazione Dragoon, cannoneggiando le postazioni nemiche nei dintorni di Saint-Raphaël in appoggio ai reparti sbarcati a terra; la nave fu ritirata dall'incarico il 18 agosto e, dopo aver fatto tappa in Corsica, rientrò negli Stati Uniti.
Dopo un breve periodo come nave scuola per i cadetti dell'accademia navale, il 1º novembre 1945 il Marblehead fu ritirato dal servizio attivo e il 28 novembre seguente cancellato dai registri navali della Marina; lo scafo fu quindi venduto per la demolizione il 27 febbraio 1946.